# Иоанно-Предтеченский монастырь (Вязьма)
Вяземский Иоанно-Предтеченский монастырь — женский монастырь Вяземской епархии Русской православной церкви, находящийся в городе Вязьме Смоленской области.

## История
Начало было положено в 1535 году Герасимом Болдинским:

…поставил к западу от города Вязьмы, на высоком холме, недалеко от реки Бебри келью и начал подвизаться на поприще духовной жизни

В 1542 году Герасим Болдинский получил благословение и грамоту у митрополита Макария и позволение у царя Иоанна Васильевича на основание мужской обители.
Первая деревянная церковь — во имя Иоанна Предтечи, что и дало название монастырю — была поставлена в том же году. При игумене Симеоне, ученике Герасима, был построен второй деревянный храм — церковь Вознесения Господня.
В 1566 году в монастыре побывал Иван Грозный; в 1598 году — Борис Годунов; 1619 — митрополит Ростовский и Ярославский, будущий патриарх Филарет; в 1654, 1655, 1656, 1657 годах — царь Алексей Михайлович; 1656 — патриарх Никон.
В годы Смуты монастырь был неоднократно ограблен польско-литовскими отрядами. Но уже в правление Михаила Фёдоровича на территории храма началось активное каменное строительство. На месте деревянной церкви в 1630—1638 годах был возведён трёхшатровый каменный храм Иконы Божией Матери Одигитрии с приделами в честь Иоанна Предтечи и Симеона Богоприимца. В 1650 году при архимандрите Пахомии построена новая каменная надвратная церковь Вознесения Господня с трапезной.
С 1665 по 1742 год монастырь имел подворье в Москве в приходе церкви Космы и Дамиана на Маросейке.
В 1692 году в грамоте Иоанна и Петра Алексеевичей игуменом монастыря был упомянут архимандрит Феодосий.
В XVIII веке в монастыре была организована семинария (1739—1744), переведённая по именному указу императрицы Елизаветы Петровны от 21 июня 1744 года в Москву на Крутицкое подворье. После перевода семинарии в обители было создано духовное училище, просуществовавшее до 1918 года
В 1750 году при архимандрите Венедикте был построен храм в честь Иконы Божией Матери «Знамение».
В 1812 году монастырь был разграблен французами, восстановление шло медленно.
В 1880-е годы при архимандрите Назарии был построен каменный двухэтажный гостиничный корпус
В 1912 году в монастыре проводил исследования архитектор-реставратор Пётр Барановский, материалы которых легли в основу реставрационных работ 1970—1980 годов.
При советской власти в 1918 году монастырь был закрыт, но монастырские храмы стали приходскими. В 1930 году был закрыт Вознесенский собор, церковное имущество разграблено и уничтожено. С храмов сняли кресты и главы, колокола вывезли на металлолом. В 1946 году разрушена Знаменская церковь (пострадавшая. но уцелевшая во время войны и варварской немецкой оккупации). Монастырь был осквернён: на территории разместили спичечную фабрику, пивоваренный завод, мастерские общества слепых, склады городского торга и аптечного управления. В 1980-е на территории монастыря начались реставрационные работы.
В 1990 году вновь был открыт Вяземский Иоанно-Предтеченский мужской монастырь Русской православной церкви. 11 августа 1991 года был освящён храм Вознесения Господня. В 1995 году монастырь был преобразован в женский. 12 августа 2001 года был освящён главный престол храма Одигитрии; в 2003 году — колокола на звоннице.

## Памятники
- Памятник основателю монастыря Преподобному Герасиму Болдинскому.
- Памятник генерал-майору Александру Александровичу Жеребцову — Герою Отечественной войны 1812 года. Установлен в июне 2013 года[4].

## Комментарии
1. ↑  Считается, что храм был возведён при игумене Гурии на пожертвования из царской казны в 1630-е годы. Тем не менее в переписной книге 1673 года на территории монастыря церковь Одигитрии не зафиксирована (см. 7 чудес Смоленщины на Вяземской земле Архивная копия от 4 марта 2016 на Wayback Machine). Храм сильно пострадал в 1812 году и долгое время стоял в запустении. На пожертвования прихожан и вяземских купцов при архимандрите Вениамине в 1832—1837 годах он был восстановлен и освящён. В 1912 году архитектор-реставратор Пётр Барановский оценил состояние Одигитриевского храма. Материалы исследования легли в основу реставрационных работ 1960—1980 годов. Храм включён ЮНЕСКО в число памятников мирового значения.
2. ↑  В духовном училище получали начальное образование Макарий Алтайский (1800—1803), епископы Иларион (Юшенов) (с 1833), Арсений (Брянцев) и Иоасаф (Лелюхин), богослов Иван Попов, протоиерей Д. И. Ширяев (см. биографию Архивная копия от 11 марта 2018 на Wayback Machine), святой праведный Алексий Южинский (Медведков), писатель Михаил Соколов, учёный Василий Докучаев, историк-краевед Н. М. Чернавский (см. биографию Архивная копия от 12 января 2017 на Wayback Machine)
3. ↑  Корпус разрушен после революции 1917 года. Первый этаж восстановлен на старом фундаменте Вяземским участком реставрации во второй половине 1980 годов. Второй этаж и кровля поставлены в 1991—1994 годах.